# Stanisław Komorowski (geograf)

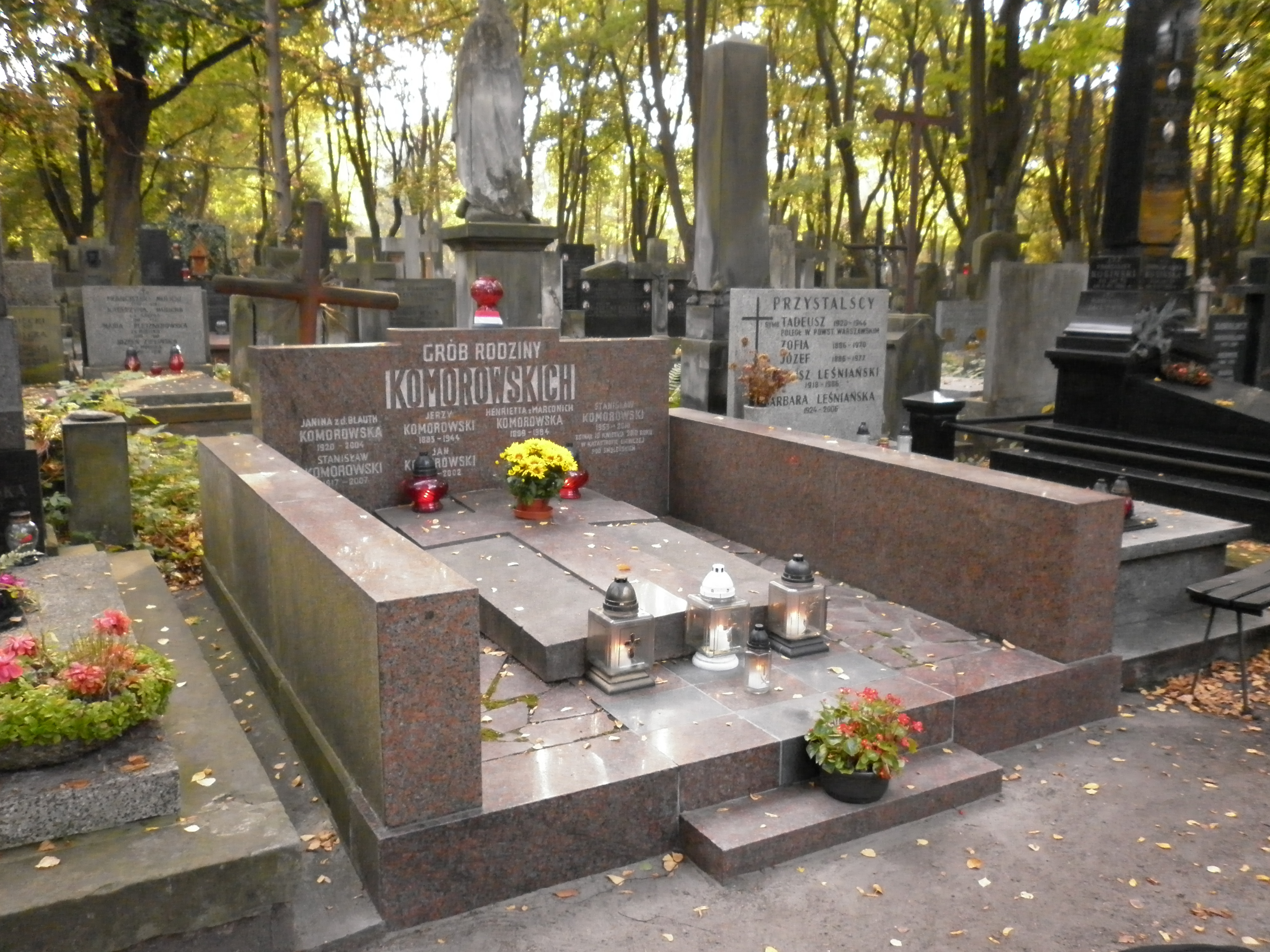
Grób rodzinny na Starych Powązkach

Stanisław Maurycy Komorowski (ur. 19 maja 1917 w Paryżu, zm. 28 września 2007 w Warszawie) – polski geograf, profesor doktor habilitowany, specjalista w zakresie planowania przestrzennego i geografii ekonomicznej, wykładowca akademicki Uniwersytetu Warszawskiego, prodziekan Wydziału Geografii i Studiów Regionalnych w latach 1984–1987, zastępca dyrektora Instytutu Geografii Społeczno-Ekonomicznej i Regionalnej w latach 1978–1984.
Absolwent I Państwowego Gimnazjum i Liceum im. Stefana Batorego w Warszawie (1935). Studiował na AG w Krakowie. W 1935 wstąpił do Korporacji Akademickiej Montana, gdzie pełnił funkcje prezesa i wiceprezesa, również prezesa Krakowskiego Koła Międzykorporacyjnego Z.P.K!A. Przyczynił się do odrodzenia polskich korporacji akademickich. Od 1993 do 2001 olderman S.F!P.K!A. Jest autorem Comment obowiązującego w Z.P.K!A. – Savoire-vivre korporanta, zwane Comment Komorowskiego. We wrześniu 1939 walczył w obronie Warszawy. W 1968 doktoryzował się z ekonomii, habilitował w 1976 od 1978 profesor na Wydziale Geograficznym UW. Odznaczony Złotym Krzyżem Zasługi, Krzyżem Kawalerskim Orderu Odrodzenia Polski i Medalem „Rodła”.
Był uznawany za pioniera rozwoju polskiego przemysłu  na Ziemiach Zachodnich. Przez wiele lat pełnił funkcję dyrektora Afrykańskiej Komisji do spraw Gospodarczych ONZ w Addis Abebie.
Pochowany 2 października 2007 na Cmentarzu Powązkowskim w Warszawie.

## Wybrana bibliografia
- „Impas w teorii i praktyce lokalizacji” (Warszawa : UW WGiSR, 1987).
- „Próba oceny stanu organizacji przestrzennej kraju” (Warszawa : IOZiDK, 1983).
- „Scenariusz jako metoda diagnozy i prognozy” (Warszawa : UW. WGiSR. IGP, 1988).